# Profil zaufany

Logotyp profilu zaufanego

Profil zaufany (eGO) – bezpłatna metoda potwierdzania tożsamości obywatela Polski w elektronicznych systemach administracji. Stanowi w tym przypadku alternatywę dla płatnego podpisu kwalifikowanego.
Przyrównując serwis obywatel.gov.pl do bramy e-administracji, dzięki której możliwe jest wnoszenie do urzędów podań, wniosków, skarg, opłat i deklaracji drogą elektroniczną bez osobistej wizyty w urzędzie, sam profil zaufany należałoby przyrównać do osobistego klucza, który umożliwia każdemu obywatelowi korzystanie z udostępnianych e-usług. 
Profil zaufany powstał w 2011 roku. Podstawą prawną funkcjonowania profilu zaufanego jest ustawa z 17 lutego 2005 o informatyzacji działalności podmiotów realizujących zadania publiczne (Dz.U. z 2023 r. poz. 57).

## Mechanizm działania
W celu uzyskania profilu zaufanego należy złożyć odpowiedni wniosek poprzez ePUAP, po czym udać się z dowodem osobistym lub paszportem do punktu potwierdzającego (ZUS, US, NFZ, UM). Od października 2016 roku możliwe jest także potwierdzenie profilu zaufanego poprzez serwisy transakcyjne PKO Bank, inteligo, Santander, Bank Pekao, mBank, ING, Millennium Bank, Alior Bank, a także poprzez platformę Envelo. Ta forma potwierdzenia nie wymaga osobistego stawiennictwa w urzędzie czy punkcie potwierdzającym.
Istnieje także możliwość przeprowadzenia wideoweryfikacji, potwierdzenia profilu zaufanego elektronicznym dowodem osobistym, a także samodzielnego potwierdzenia swojego profilu w przypadku posiadaczy podpisu kwalifikowanego.
Profil zaufany jest ważny przez trzy lata, przy czym można go przedłużyć przez ePUAP.

## Zastosowanie
Systemy wykorzystujące profil zaufany jako metodę uwierzytelnienia:
- elektroniczna Platforma Usług Administracji Publicznej
- Platforma Usług Administracyjnych
- Centralna Ewidencja i Informacja o Działalności Gospodarczej
- Centralna Ewidencja Pojazdów i Kierowców
- Europejska Karta Ubezpieczenia Zdrowotnego
- Internetowe Konto Pacjenta[2] – aplikacja Ministerstwa Zdrowia
- Platforma Usług Elektronicznych Urzędu Komunikacji Elektronicznej[3]
- usługi Wojskowego Centrum Rekrutacji.

Listę wszystkich usług online świadczonych przez administrację publiczną udostępnia serwis Rzeczypospolitej Polskiej gov.pl. Przykładowe usługi, które dzięki temu profilowi można zrealizować w 100% online to: uzyskanie recepty na leki (Internetowe Konto Pacjenta), złożenie wniosku o wydanie dowodu osobistego, uzyskanie odpisu aktu stanu cywilnego, sprawdzenie swoich punktów karnych, zgłoszenie urodzenia dziecka, zarejestrowanie się na wizytę w urzędzie, zarejestrowanie, zawieszenie lub wznowienie działalności gospodarczej, czy złożenie wniosku o świadczenia socjalne.

## Niedoskonałości
Architekt rozwiązania profilu zaufanego, Michał Tabor, w 2012 roku odradzał jego stosowanie.
Według niego MSWiA zrealizowało jedynie fragment pierwotnej koncepcji, pomijając wdrożenie przewidzianych mechanizmów bezpieczeństwa. Jako mankament wskazuje, że kontrolę i utrzymanie projektu sprawuje firma zewnętrzna, znajdująca się w zakresie bezpieczeństwa poza kontrolą administracji publicznej:

Dopóki profil zaufany jest mechanizmem potwierdzania autentyczności pism, gdzie ryzyko jest niewielkie, dopóty możemy używać go w obecnej postaci.
Jeżeli natomiast – jak wskazuje rząd w swoich oficjalnych komunikatach – ma być podstawą określania tożsamości obywatela w sieci, to ryzyko zaczyna być poważne. Zarówno dla samego użytkownika, jak i usług świadczonych przez internet.

{{Cytat}} Brakujące pola: treść. Przestarzałe pola: 1.
Według obecnego dostawcy usługi, Centralnego Ośrodka Informatyki, to niebezpieczeństwo już nie występuje.